# Lajes, Terceira

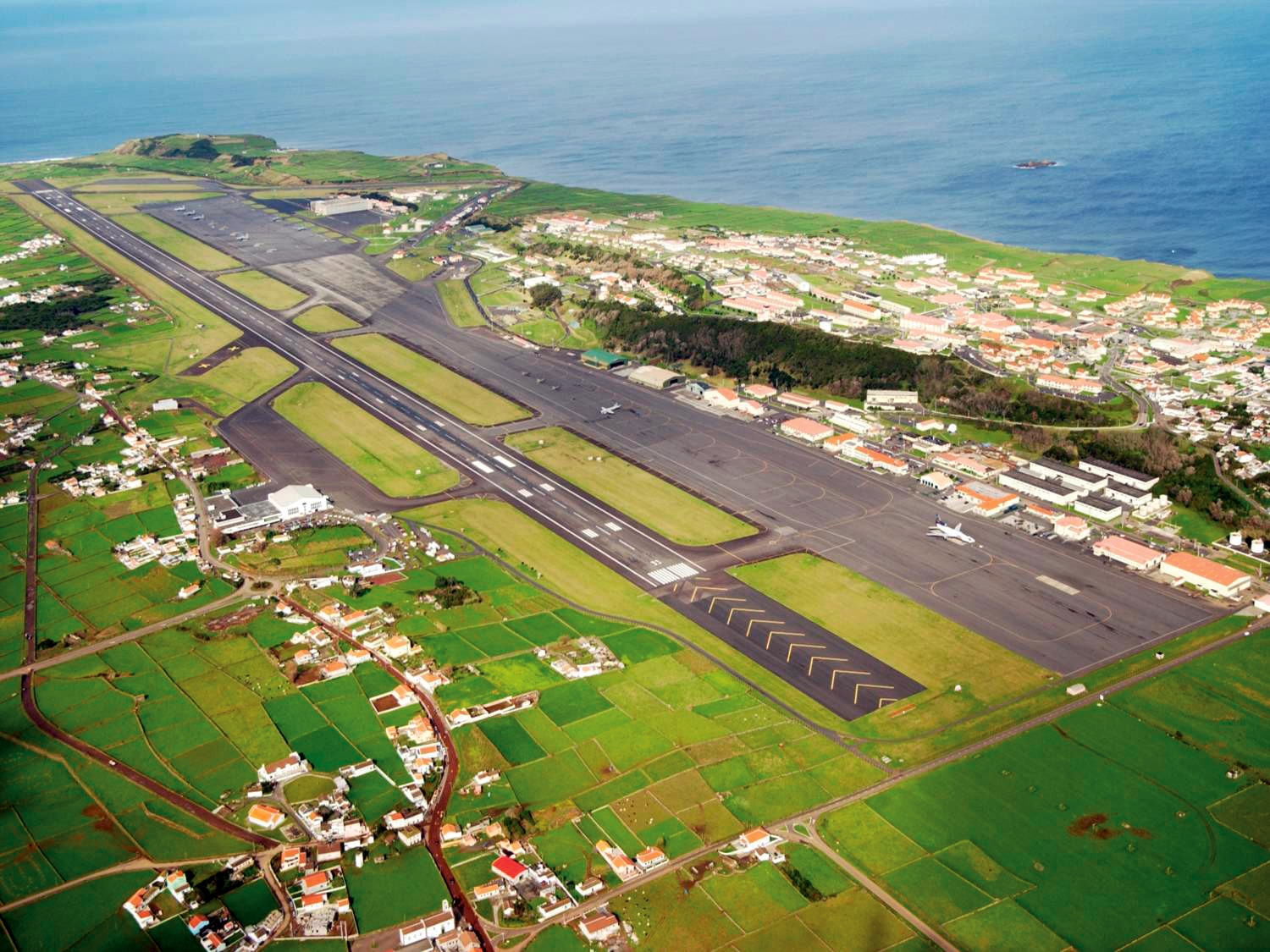
Lajes och Lajes flygfält, 2009.

Lajes är ett samhälle och en freguesia på den nordöstra kusten av ön Terceira i Azorerna. Lajes har 3 410 invånare i tätorten, som delas i två delar, den västra och östra, av Lajes flygplats. Freguesian täcker 11,15 km² och är en av de minsta på ön.

## Historik
Samhället grundades 1564, vilket kan utläsas av bland annat läkaren och historikern Alfredo da Silva Sampaios memoarer, samt skrifter i samhällets största kyrka Igreja de São Miguel Arcanjo tillägnad ärkeängeln Mikael.

### Flygplats
Samhället är mest känd för Lajes flygplats (Aeroporto Internacional das Lajes). Det är dels en av fyra huvudbaser för portugisiska flygvapnet men även bas för 65th Air Base Group från den amerikanska militären. Samtidigt tjänstgör den som internationell civilflygplats med reguljärtrafik till och från Ponta Delgada, Pico och de andra öarna i Azorerna, samt till fastlandet och även till Toronto i Kanada. Flygningarna utförs i stort sett uteslutande av SATA Azores Airlines, ett dotterbolag till TAP Air Portugal.
Det var vid Lajes flygplats som den dramatiska nödlandningen av Air Transat 236 ägde rum 2001. En Airbus A330 på väg från Toronto till Lissabon, som råkat ut för en massiv bränsleläcka under färdens gång, är det passagerarflygplan som glidit längst utan motorkraft – över 121 kilometer. Kapten Robert Piché och hans nederländska kollega Dirk De Jager lyckades dock landa planet på Lajes flygplats, trots avsaknad av många vitala system och alldeles för hög fart. Ingen av passagerarna eller besättningen förolyckades.